# Georges Arvanitas
Georges Arvanitas (Marseille, 13 juni 1931 – Parijs, 25 september 2005) was een Franse jazzmuzikant (piano, hammondorgel).

## Biografie
Arvanitas werd geboren in Marseille als zoon van Griekse immigranten uit Constantinopel. Na een klassieke pianostudie koos hij voor de jazz. Arvanitas speelde aanvankelijk in verschillende amateurorkesten in de regio rond Marseille en begeleidde doorreizende muzikanten als Don Byas, Buck Clayton en James Moody. 
In 1952 vervulde hij zijn militaire dienstplicht bij Versailles, waardoor het voor hem mogelijk was om te spelen in Parijse clubs. Zo trad hij op met André Persiani en Jean-Claude Naude in het «Tabou» en werd hij uiteindelijk huispianist in de «Club Saint-Germain» en daarna in de «Blue Note». Hij begeleidde daar veel muzikanten van de hot jazz zoals Mezz Mezzrow, maar ook Albert Nicholas en Bill Coleman. Bovendien werd hij gevraagd als studiomuzikant en begeleidde hij Tino Rossi, Sheila, Claude François, Les Chats Sauvages en Les Chaussettes Noires. 
Van 1964 tot 1965 en nog eens 1966 vestigde hij zich in New York, waar hij o.a. werkte met Yusef Lateef en Ted Curson. Terug in Parijs, speelde hij in 1966 in het «Caméléon» met de bassist Jacky Samson en de drummer Charles Saudrais. Tijdens de komende 28 jaar speelden de drie muzikanten samen. Bovendien begeleidde hij Dizzy Gillespie, Cat Anderson, Chet Baker, Bill Coleman, Don Byas, Coleman Hawkins, Buddy Tate, Dexter Gordon, Bud Freeman, James Moody, Ben Webster, Frank Wright, Roland Kirk, Sonny Stitt, Sonny Criss, Pepper Adams, David Murray, Stuff Smith, Barney Kessel, Elek Bacsik, Raymond Guiot en Anita O'Day en nam hij talrijke albums op onder zijn eigen naam.
Als pianist werd Arvanitas sterk beïnvloed door Bud Powell, maar hij verwerkte ook de harmonische hervormingen van ene Bill Evans. Zijn perfecte kennis van de geschiedenis van de «pianojazz» stelden hem in staat om zich te bevinden in vele stijlen tussen ragtime en modernjazz en desondanks zijn persoonlijke air te bewaren. Don Byas telde hem tot zijn droom-ritmesectie.

## Onderscheidingen
In 1960 kreeg hij de Prix Django Reinhardt.

## Overlijden
Georges Arvanitas overleed in september 2005 op 74-jarige leeftijd.

## Discografie
- 1969: Georges Arvanitas trio in concert (Futura)
- 1970: Space ballad
- 1970: Les classiques du jazz
- 1971: Ambiance Musique Luis Conti
- 1972: Brigitte Fontaine
- 1972: Douce ambiance
- 1973: Porgy and Bess
- 1973: Live again (Futura)
- 1976: Anniversary
- 1976: I like it cool
- 1977: Feeling jazzy
- 1978: Swing again
- 1978: The hound of music
- 1985: Round about midnight
- 1986: Qu'est-ce qu'on joue ?
- 1987: Quartet
- 1988: Orgue Hammond
- 1988: Bird of Paradise
- 1989: One night for 3 pianos
- 1990: A alors
- 1993: Georges Arvanitas plays George Gershwin
- 1993: Georges Arvanitas plays… Duke Ellington
- 1993: Live
- 1997: Rencontre
- 1997: My Favorite Piano Songs
- 2000: Little Florence